# NGC 1992
NGC 1992 je galaksija u zviježđu Golubu.

## Vanjske poveznice
- SEDS: NGC 1992